# Edwin Zellweker
Edwin Zellweker (* 9. April 1883 in Wien; † 1. April 1953 ebenda) war ein österreichischer Lehrer, Literarhistoriker, Kulturpolitiker und Schriftsteller.

## Leben
Edwin Zellweker studierte Germanistik und Geschichte an der Universität Wien und promovierte 1905. 1908 legte er die Lehramtsprüfung ab. Er war Lehrer in Triest, Krems und Krumau und schließlich in Wien. 1910 heiratete er Irmgard Anna Crotogino.
Im Ersten Weltkrieg war Zellweker Reserveoffizier. Nachdem er 1918 nach Wien zurückgekehrt war, hat er wieder als Lehrer, dann Mittelschuldirektor des Realgymnasiums im 14. Bezirk gearbeitet. Er unterrichtete auch an Volkshochschulen und war Lehrer am Privatgymnasium der Eugenie Schwarzwald in Wien. Von 1920 bis 1929 verfasste Edwin Zellweker als freier Mitarbeiter für die Arbeiter-Zeitung Buchrezensionen. 1927 wurde er Mitglied der Loge Lessing zu den 3 Ringen der Großloge von Wien 1929 gab er für die Büchergilde Gutenberg die Werke von Ludwig Anzengruber, Franz Grillparzer und Adalbert Stifter heraus, 1931 die Deutschen Lesehefte für den Schulgebrauch. 1933 wurde er Mitglied der Vereinigung sozialistischer Schriftsteller. Ende März 1934 wurde er zwangsweise als Schuldirektor pensioniert.
1945 war er Gründungsmitglied des Verbandes demokratischer Schriftsteller und Journalisten Österreichs, der sich um die Entnazifizierung der österreichischen Literatur bemühte, sowie der neugegründeten, da 1934 verbotenen Österreichische Liga für Menschenrechte. Am 28. Juli 1945 gehörte er zu jenen 48 noch in Wien lebenden Freimaurern – vor 1938 hat es ca. 800 gegeben –, welche mit der Sammelloge Humanitas renata die während des NS-Terrors verbotene Freimaurerei wiederbelebte. Von 1945 bis 1949 war er Sektionschef im Bundesministerium für Unterricht für das Ressort Kultus- und Volksbildung. In dieser Funktion war er auch für die Wiederbelebung der Volkshochschulen und der Arbeitermittelschule verantwortlich. Volksbildung war für Edwin Zellweker ein Garant für Demokratie. Er veröffentlichte eine große Anzahl von Buchbesprechungen und Kritiken u. a. in der Wiener Zeitung. 1951 war er für eine Werkausgabe von Johann Nestroy und von William Shakespeare zuständig.
1953 wurde er mit dem Preis der Stadt Wien für Volksbildung ausgezeichnet.
Er starb am 1. April 1953 im Alter von 69 Jahren und wurde in einem ehrenhalber gewidmeten Grab am Sieveringer Friedhof bestattet. 1961 wurde nach ihm die Zellwekergasse im 23. Wiener Gemeindebezirk Liesing benannt.

## Werk
- Erläuterungen zu Grillparzers „Sappho“, Paderborn 1912
- Grillparzer. Das goldene Vließ, Würzburg 1913
- Erläuterungen zu Lessings "Nathan der Weise, Paderborn 1913
- Demagogen-Verfolgungen : deutsche Dichterschicksale 1815-1840, Köln 1913
- Körner, Zriny, Würzburg 1914
- Aus der deutschen Revolution: deutsche Dichterschicksale 1840-1850, Köln 1914
- Ein Leben: Goethes Leben und Wirken in Urkunden, Leipzig 1917 (2. Aufl. 1932)
- Erläuterungen zu Goethes „Torquato Tasso“, Paderborn 1922
- Adalbert Stifters Werke, Wien 1929
- Was soll mein Kind lesen? Ratgeber für Eltern und Berufserzieher, Wien 1935
- Frohes Schaffen – Das Buch für Jung und Alt, Wien 1947
- Goethe in der Anekdote, Wien 1935 (2. Aufl. 1947)
- Troia : Drei Jahrtausende des Ruhms, Zürich 1947
- Staatsdruckerei und Philatelie, Wien 1947
- Marianne Willemer. Lebensbild einer Österreicherin, Wien 1949
- Bad Ischl. Werden, Wesen, Wandlung, Bad Ischl 1951
- Das Urbild des Sarastro Ignaz von Born, Wien 1953
- Kaiser, Künstler, Diplomaten in Bad Ischl, Wien 1962